# BM Oplot
Der Kampfpanzer BM Oplot (ukrainisch БМ «Оплот» ‚Festung‘) ist eine ukrainische Weiterentwicklung des T-84. Der erste Prototyp wurde 2008 gefertigt.

## Entwicklungsgeschichte
Der BM Oplot ist die neueste ukrainische Entwicklung der Reihen T-64, T-80 und T-84, entworfen durch ChKMB in Charkiw. Eine Hauptentwurfsrichtlinie war, die ukrainische Rüstungsindustrie unabhängiger von Russland zu machen. Es sollen nur 6 Panzer dieses Typs für die ukrainische Armee gefertigt worden sein.
Der BM Oplot wurde für Einsätze in heißem Klima mit einer Klimaanlage ausgerüstet; der Betriebstemperaturbereich wird mit −40 °C bis 55 °C angegeben.
Der BM Oplot-T ist eine Exportversion für Thailand. Das Land hat 49 dieser Panzer bestellt. Ursprünglich war geplant, dass alle bis 2014 ausgeliefert werden. Aufgrund des anhaltenden militärischen Konflikts in der Ukraine wurde die Lieferung jedoch erst 2018 abgeschlossen.

## Einsatzländer
- Ukraine – 6
- Thailand – 49